# Henri Pescarolo
 Henri Pescarolo  va ser un pilot de curses automobilístiques francès que va arribar a disputar curses de Fórmula 1.
Va néixer el 25 de setembre del 1942 a París, França.
Fora de la F1 va guanyar en quatre ocasions les 24 hores de Le Mans i té el rècord de participacions (33 vegades).

## A la F1
Henri Pescarolo va debutar a la desena cursa de la temporada 1968 (la dinovena temporada de la història) del campionat del món de la Fórmula 1, disputant el 22 de setembre del 1968 el GP del Canadà al circuit de Mont-Tremblant.
Va participar en un total de seixanta-quatre curses puntuables pel campionat de la F1, disputades en vuit temporades no consecutives (1968-1974 i 1976) aconseguint una tercera posició (1 podi) com a millor classificació en una cursa i assolí dotze punts pel campionat del món de pilots.

## Resultats a la Fórmula 1
| Any  | Equip                         | Xassís       | Motor    | 1      | 2       | 3      | 4       | 5       | 6       | 7       | 8       | 9       | 10      | 11      | 12     | 13      | 14     | 15     | 16  | Posició | Punts |
| ---- | ----------------------------- | ------------ | -------- | ------ | ------- | ------ | ------- | ------- | ------- | ------- | ------- | ------- | ------- | ------- | ------ | ------- | ------ | ------ | --- | ------- | ----- |
| 1968 | Matra Sports                  | Matra        | Matra    | SUD    | ESP     | MON    | HOL     | BEL     | FRA     | GBR     | ALE     | ITA     | CAN Ret | USA NVS | MEX 9  |         |        |        |     | -       | 0     |
| 1969 | Matra Sports                  | Matra        | Cosworth | SUD    | ESP     | MON    | HOL     | FRA     | GBR     | ALE 5   | ITA     | CAN     | USA     | MEX     |        |         |        |        |     | -       | 0     |
| 1970 | Equipe Matra Elf              | Matra-Simca  | Matra    | SUD 7  | ESP Ret | MON 3  | BEL 6   | HOL 8   | FRA 5   | GBR Ret | ALE 6   | AUT 14  | ITA Ret | CAN 7   | USA 8  | MEX 9   |        |        |     | 12è     | 8     |
| 1971 | Frank Williams Racing Cars    | March        | Cosworth | SUD 11 |         |        |         |         |         |         |         |         |         |         |        |         |        |        |     | 17è     | 4     |
| 1971 | Frank Williams Racing Cars    | March        | Cosworth |        | ESP Ret | MON 8  | HOL 13  | FRA Ret | GBR 4   | ALE Ret | AUT 6   | ITA Ret | CAN NVS | USA Ret |        |         |        |        |     | 17è     | 4     |
| 1972 | Team Williams-Motul           | March        | Cosworth | ARG 8  | SUD 11  | ESP 11 | MON Ret | BEL NC  | FRA NVS |         | ALE Ret | AUT NVS | ITA NVQ | CAN 13  | USA 14 |         |        |        |     | -       | 0     |
| 1972 | Team Williams-Motul           | Politoys     | Cosworth |        |         |        |         |         |         | GBR Ret |         |         |         |         |        |         |        |        |     | -       | 0     |
| 1973 | STP March Racing Team         | March        | Cosworth | ARG    | BRA     | SUD    | ESP 8   | BEL     | MON     | SUE     |         |         |         |         |        |         |        |        |     | -       | 0     |
| 1973 | Frank Williams Racing Cars    | Iso-Marlboro | Cosworth |        |         |        |         |         |         |         | FRA Ret | GBR     | HOL     | ALE 10  | AUT    | ITA     | CAN    | USA    |     | -       | 0     |
| 1974 | Motul BRM                     | BRM          | BRM      | ARG 9  | BRA 14  | SUD 18 | ESP 12  | MON Ret | BEL Ret |         | HOL Ret |         |         |         |        |         |        |        |     | -       | 0     |
| 1974 | Motul BRM                     | BRM          | BRM      |        |         |        |         |         |         | SUE Ret |         | FRA Ret | GBR Ret | ALE 10  | AUT    | ITA Ret | CAN    | USA    |     | -       | 0     |
| 1976 | Team Norev / B&S Fabrications | Surtees      | Cosworth | BRA    | SUD     | O.USA  | ESP     | BEL     | MON DNQ | SUE     | FRA Ret | GBR Ret | ALE NVQ | AUT 9   | HOL 11 | ITA 17  | CAN 19 | USA NC | JPN | -       | 0     |

### Resum
| Curses: | Victòries: | Pòdiums: | Poles: | Voltes ràpides: | Punts: |
| ------- | ---------- | -------- | ------ | --------------- | ------ |
| 64      | 0          | 1        | 0      | 1               | 12     |